# Arçot
L'arçot, arç negre, cambró, cambronera, espí, espí negre, garboller o trencaolles (Rhamnus lycioides) és una espècie de planta amb flors del gènere Rhamnus dins la família de les ramnàcies (Rhamnaceae).
Addicionalment pot rebre els noms d'alacantí (B), alacantins (B), arç, arçot de tanques (C), arnall negre (C), buscabaralla (PV), corniol, escornabou (C), espinal, espinal negre (PV), espinalera (B, PV), garbuller (PV), garbuller negre (PV), garguller (PV), ginebrissa borda (PV) i mal hivern (B). També s'han recollit les variants lingüístiques alicantins (B), alicantius (B), aspino (PV), aspino negre (PV), escambroner (C), escornal (C), escorniol (C), escur noi (B), escurnoi, esgarboller, espino (PV), genebrisa borda (PV) i malhivern (B).

## Descripció
Nanofaneròfit arbustiu de 0,1-3 m d'alçada, semicaducifoli, erecte o prostrat, espinós, amb branques intricades o molt intricades. L'escorça és des de llisa a escrostonada i grisenca. Els branquillons són alterns, però que prompte esdevenen en espines. Les gemmes mesuren 0,5-1,5 mm i presenten uns 6-8 catafil·les, glabres o pilosos, de marge ciliat, foscos i d'un color marró rogenc. Les seues fulles són dures (coriàcies), alternes en els branquillons o aparentment fasciculats en els braquiblasts, hispídules -pèls laxament disposats, rectes o corbs, rígids, de 20-70 μm-. La làmina és de 2-50 × 0,5-11 mm, acicular (subcilíndrica), o des de linear a espatulada, lanceolada, obovada o ovada, d'àpex obtús o agut, nervadura pinnada, amb 1 nervi principal, sense nervis secundaris, i la resta de la nervadura és inconspícua o visible en forma de reticle pel revers, i marge sencer -estranyíssim que presente alguna dent dispersa-. El pecíol està ben indiferenciat o és curt, d'uns 0,5-6 mm. Les estípules fan uns 0,5- 2,5 mm, decídues o persistents, engrossides, coriàcies, lanceolades o triangulars, de marge ciliat, piloses en la cara externa i glanduloses en la interna. La inflorescència és un fascicle cimós axil·lar -la masculina fa unes 4-30 flors, mentre que la femenina en fa unes 1-10 flors-, més o menys agrupats en braquiblasts, o en la base dels branquillons de l'any. Les flors mesuren 2-6 mm d'amplària i són unisexuals, tetràmeres, piloses (receptacle, sèpals i ovari) i de color groc verdós. Els pedicels són de 0,8-8 mm. Té 4 sèpals de 1-2 × 0,7-1,5 mm, més llargs que el receptacle (aquest és de 0,5-1,5 mm). Els pètals fan 0,3-1 mm i són lanceolats, en les flors masculines, mentres que són linears o inexistents en les femenines. Els estams de les flors masculines amb filaments de 0,2-1 mm. Les anteres mesuren 0,5-0,75 mm, i l'estil de les flors femenines 0,3-0,6 mm, amb 2 o 3 branques de 0,3-0,75 mm. El fruit és una drupa d'uns 2,5-7 × 2-7 mm, parcialment carnosa, glabra o pilosa, amb 2-3 solcs, sostinguda per un pedicel de 2-8 mm, glabre o pilós. Les llavors, 1-4 per fruit, fan 2,5-6 × 1-2,8 mm i són d'un color marró rogenc. El solc té marges engrossits i úvula, i no està farcit per restes de l'estrofíol. Floreix de març a juliol. El seu nombre cromosòmic és 2n = 24.

## Taxonomia

### Subespècies
Tradicionalment, s'ha vingut diferenciant R. lycioides de R. oleoides per l'amplària dels limbes foliars i l'existència o no de pecíol. D'aquesta manera, R. lycioides tindria fulles linears o quasi, nervadura inconspícua i pecíol no diferenciat i, per contra, R. oleoides tindria les fulles més amples, de nervadura conspícua i pecíol diferenciat. En tota lògica, aquests caràcters estan relacionats i, a més, són continus -si ens basem únicament en aquests no hi ha separació neta entre aquestes dues espècies-, per això, sembla que la pilositat de les fulles és un caràcter molt més net. A més, el resultat de l'aplicació d'aquest caràcter coincideix amb la idea, també tradicional i fins tot el que es coneix certa, que R. lycioides és endèmic de la Península Ibèrica, fóra d'aquesta, incloses les Balears, no s'han vist exemplars pilosos atribuïbles a aquesta espècie.
En la Península Ibèrica, la forma de les fulles és molt variable: d'acicular (subcilíndrica) o linear, en el centre, est i sud-est, a obovada o ovada, a l'oest i prop de la costa. Sobre la base d'aquest caràcter, diferenciem tres subespècies: la subsp. laderoi, principalment de l'oest de la Península Ibèrica; la subsp. lycioides, oriental; i la subsp. borgiae, de la part oriental, semblant a la típica, però menor en totes les seues parts i rupícola.
- subsp. borgiae: arbust prostrat de 0,1-0,3 m amb la làmina foliar de 2-15 × 0,5-1 mm i acicular amb la nervadura inconspícua o a penes conspícua pel revers. El pecíol està indiferenciat o de 0,5-1 mm.
- subsp. laderoi: làmina foliar de 2,5-11 mm d'amplària i lanceolada, obovada o oval, amb la nervadura reticulada visible pel revers i el pecíol de 1-6 mm.
- subsp. lycioides: arbust erecte de 0,5-3 m amb làmina foliar de 5-50 × 0,5-3 mm, acicular o quasi, linear, espatulada o lanceolada amb la nervadura inconspícua o a penes conspícua pel revers. El pecíol està indiferenciat o de 0,5-1 mm.

### Etimologia
- Rhamnus: del grec Ῥαμνοῦς (rhámnos), i posteriorment del llatí rhamnos. És el nom amb què s'anomenaven diversos arbusts o xicotets arbres espinosos, com podrien ser diverses espècies del gènere Rhamnus en l'antiguitat.[7]
- lycioides: mot grec compost per λύκιον (lycium, arç) i -ειδής (-oid, aparença), per la seua semblança a una espècie d'arç (Lycium).[8]

## Hàbitat i distribució
Habita en matollars esclerofil·les (màquies), fissures i repeus de penya-segats, pedregars, bardisses, orles i clarianes de rouredes de gal·lers, alzinars, pinedes, espartars, i sovint en substrat bàsic, des del nivell del mar fins als 1300 m. Presenta una distribució mediterrània meridional, normalment en territoris amb caràcter marítim (principalment al domini de l'Oleo-Ceratonion).

### subsp.borgiae
Habita a fissures de les roques, en el domini Teucrion buxifolii. Pel que fa als nostres territoris, es troba a la meitat meridional del País Valencià, al territori diànic (des de la Ribera Baixa a l'Alcoià i a la Marina septentrional), i al territori lucèntic (El Baix Segura, etc.), des de la costa fins als 520 m. Es tracta d'un endemisme.

### subsp.laderoi
Habita en matollars esclerofil·les, pedregars, bardisses i clarianes de rouredes de gal·lers, alzinars, pinedes des dels 350 als 1000 m d'altitud. A nivell peninsular es troba a Extremadura, al centre de la depressió del Tajo i d'Andalusia (des de Sierra Morena a les regions costaneres de Màlaga i Cadis). Pel que fa als nostres territoris, es troba al territori sicòric (La Llitera i la Noguera) i territori diànic (La Marina Baixa).

### subsp.lycioides
Habita en espinars i màquies. Present als dominis Chamaeropo-Rhamnetum lycioidis (on molt sovint és dominant), Querco-Lentiscetum, Rhamno-Cocciferetum (> Quercetalia ilicis). Es troba en contrades mediterrànies poc plujoses, marítimes i continentals. Pot ascendir, encara que rarament fins al domini del Quercetum rotundifoliae i penetra molt poc dins el domini del Quercetum ilicisgallo. A nivell peninsular és freqüent en la meitat oriental, i estrany al sud d'Andalusia oriental. Pel que fa als nostres territoris, es troba al territori catalanídic central i meridional (del Baix Ebre i del Matarranya al Baix Llobregat, i arriba fins al Vallès Occidental), al territori auso-segàrric (L'Anoia, la Segarra, etc.) i al territori sicòric (de la Llitera, de la Noguera i de l'Urgell al Baix Cinca i a la Ribera d'Ebre) fins als 650 msnm. També a la Terra baixa, fins al territori mediovalentí (L'Horta), territori diànic (de la Ribera Baixa a la Marina Baixa) i territori lucèntic (L'Alacantí, el Baix Vinalopó i el Baix Segura), fins als 800 msnm. A les illes de Formentera i Eivissa 200 m.

## Usos
L'arçot atrau a un gran nombre d'heteròpters depredadors (planta insectari), sobretot de antocòrids i mírids, durant la primavera i l'estiu. Per això, seria interessant tindre-la en horts i camps de cultiu formant part de les bardisses.
En ser un arbust espinós i de branques prou trencadisses, aquestes s'han utilitzat, en l'àmbit rural, per a cobrir les tàpies dels corrals i per a la separació de terres, fent de fites.

## Galeria

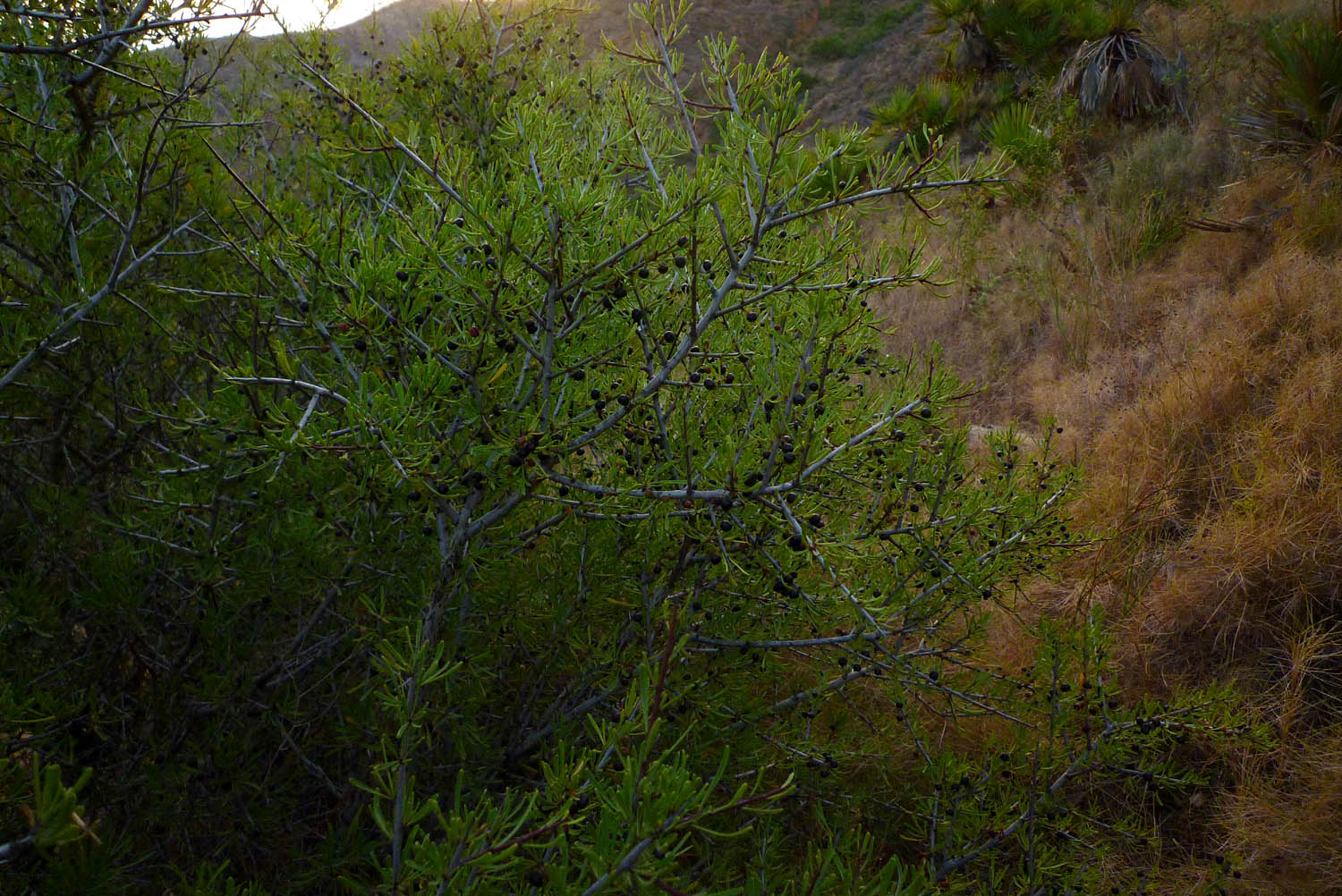
Individu
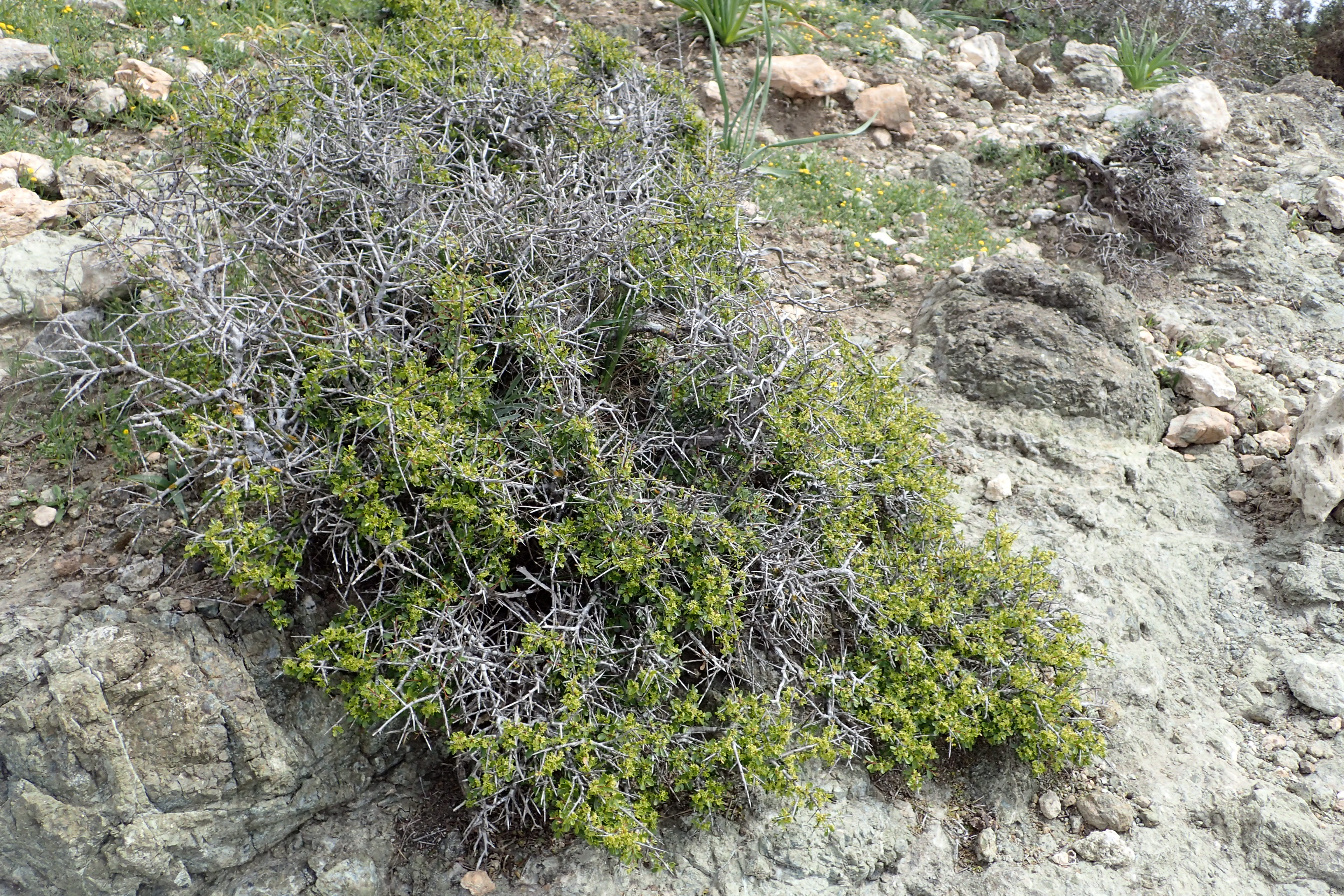
Individu creixent
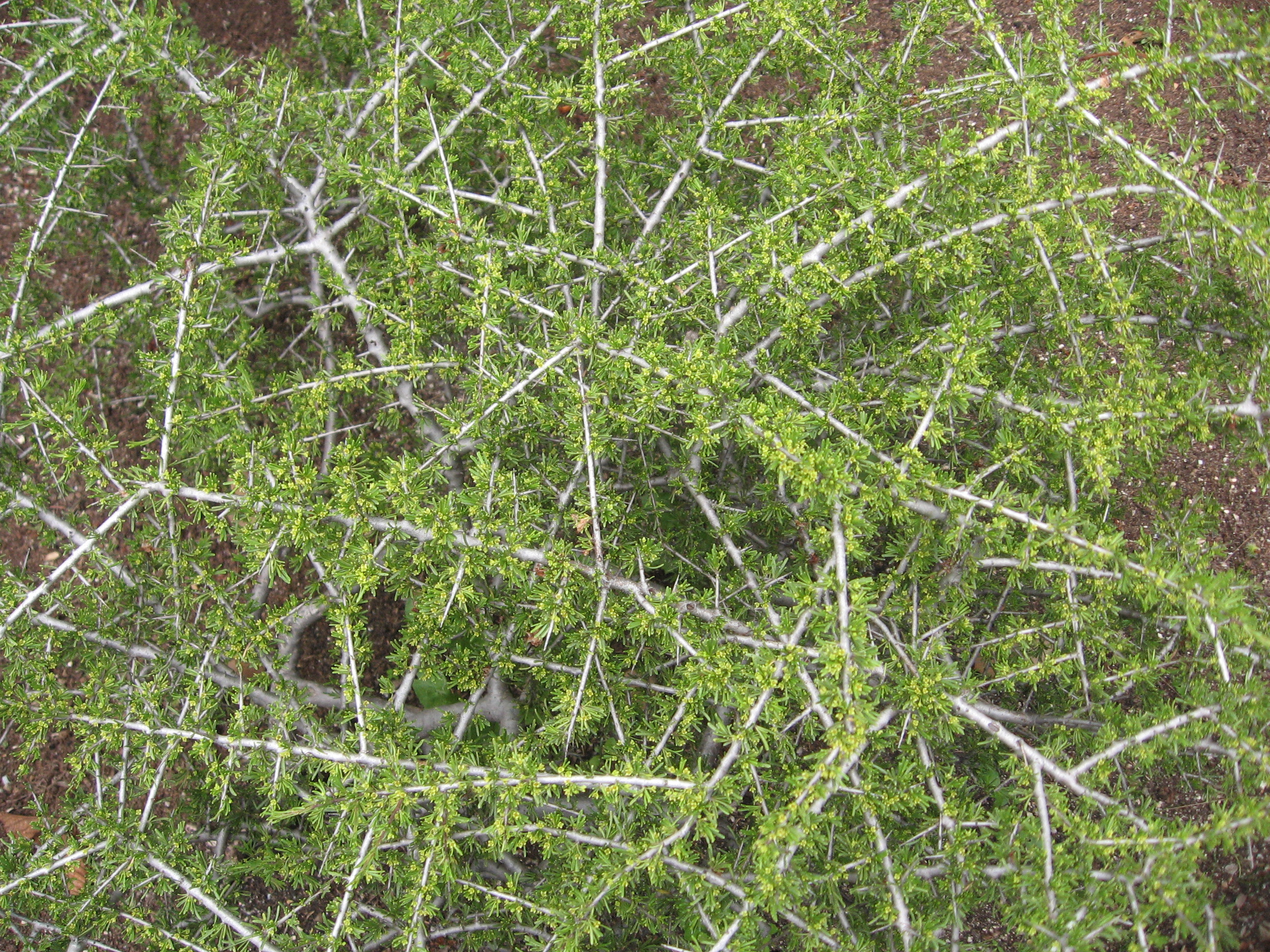
Vista apical
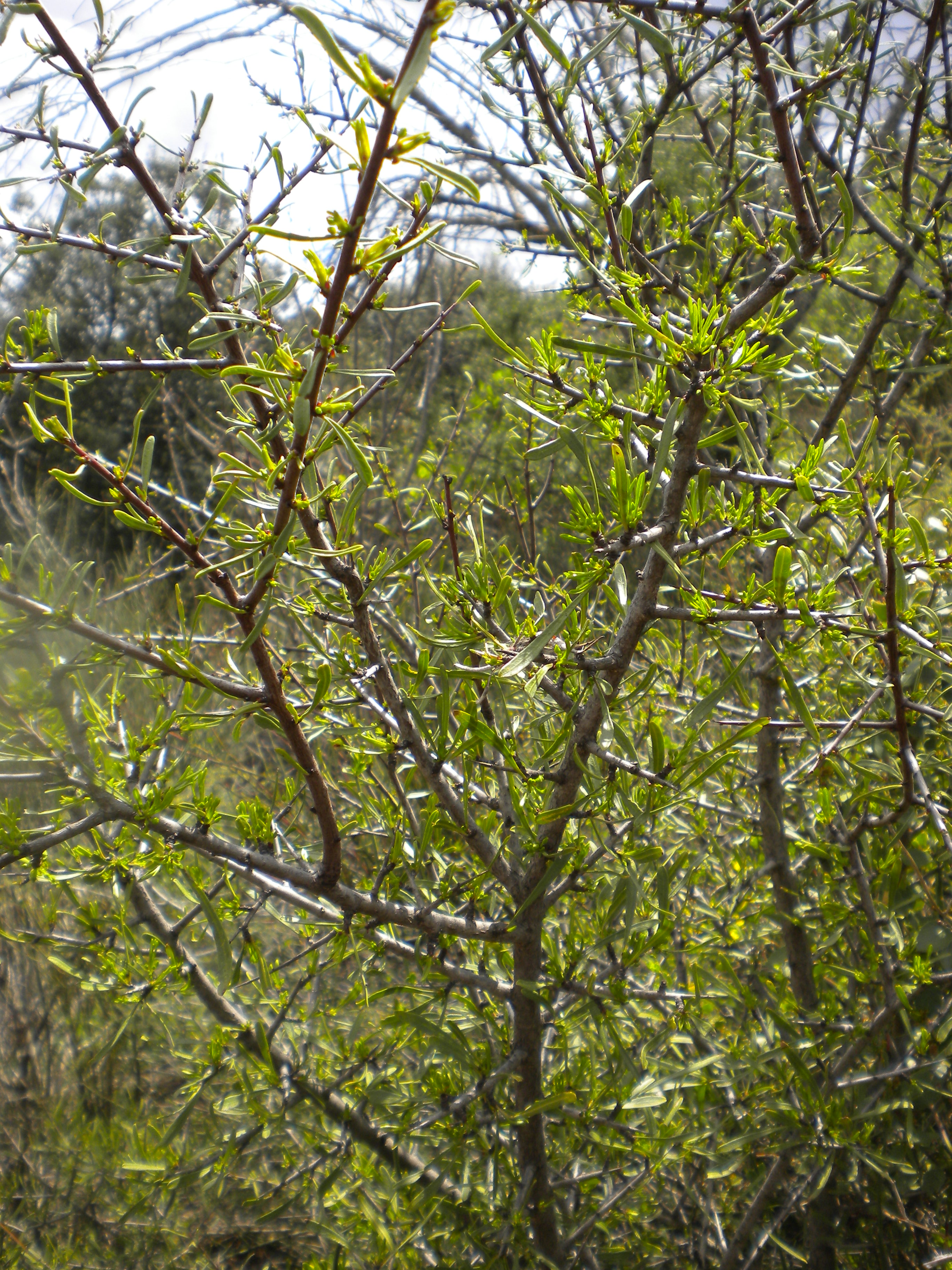
Ramatge
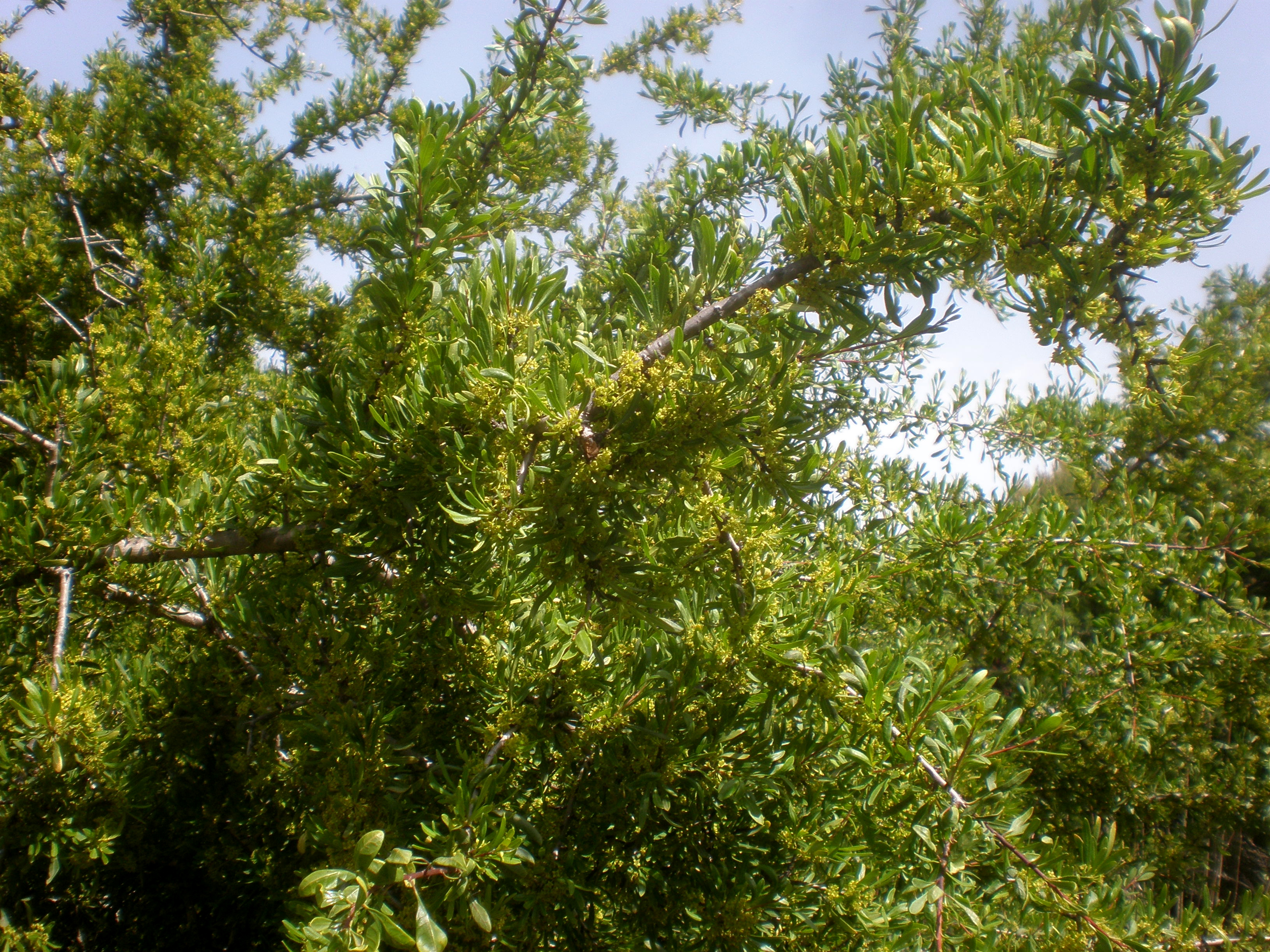
Ramatge
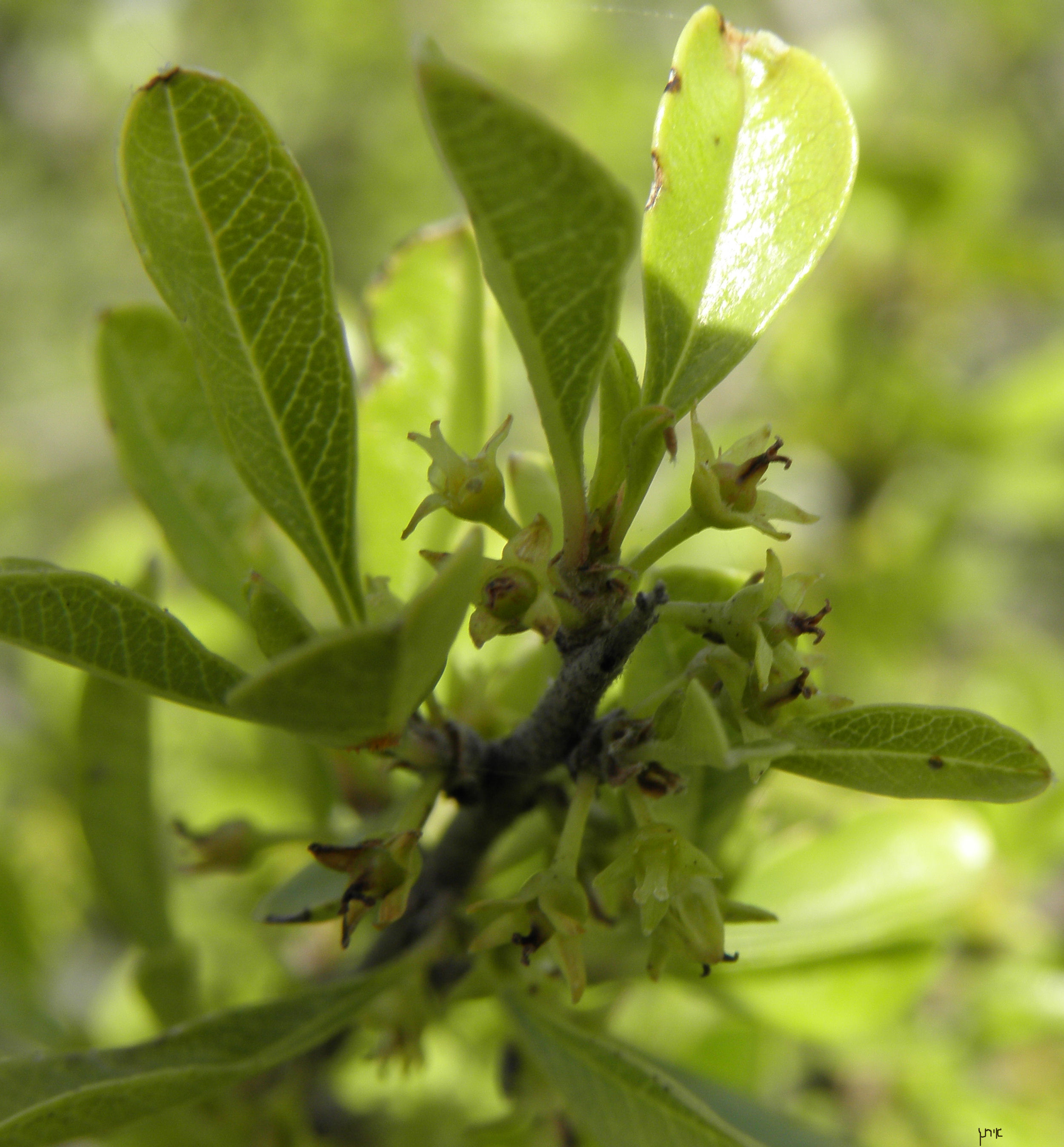
Flors femenines
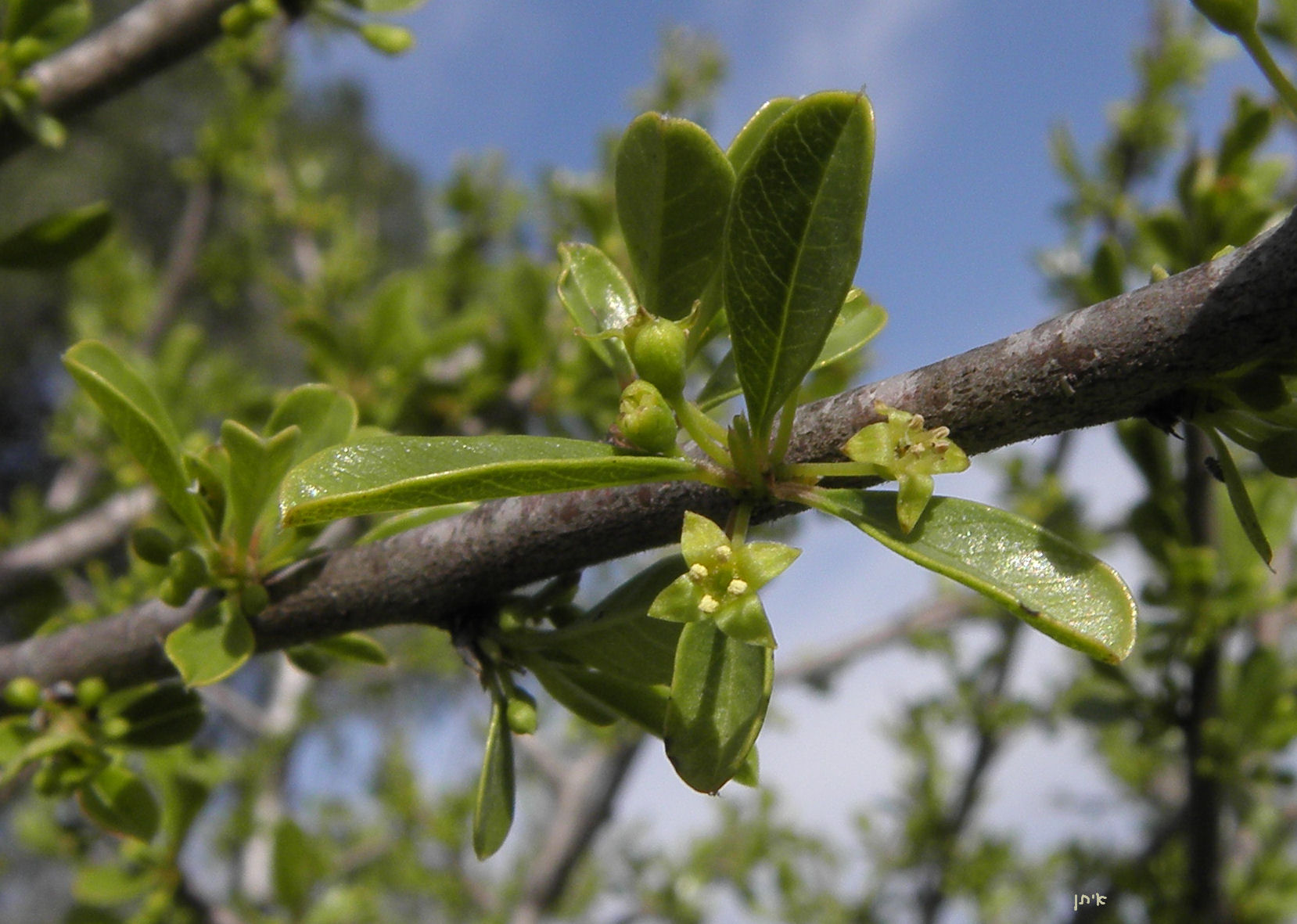
Flors masculines
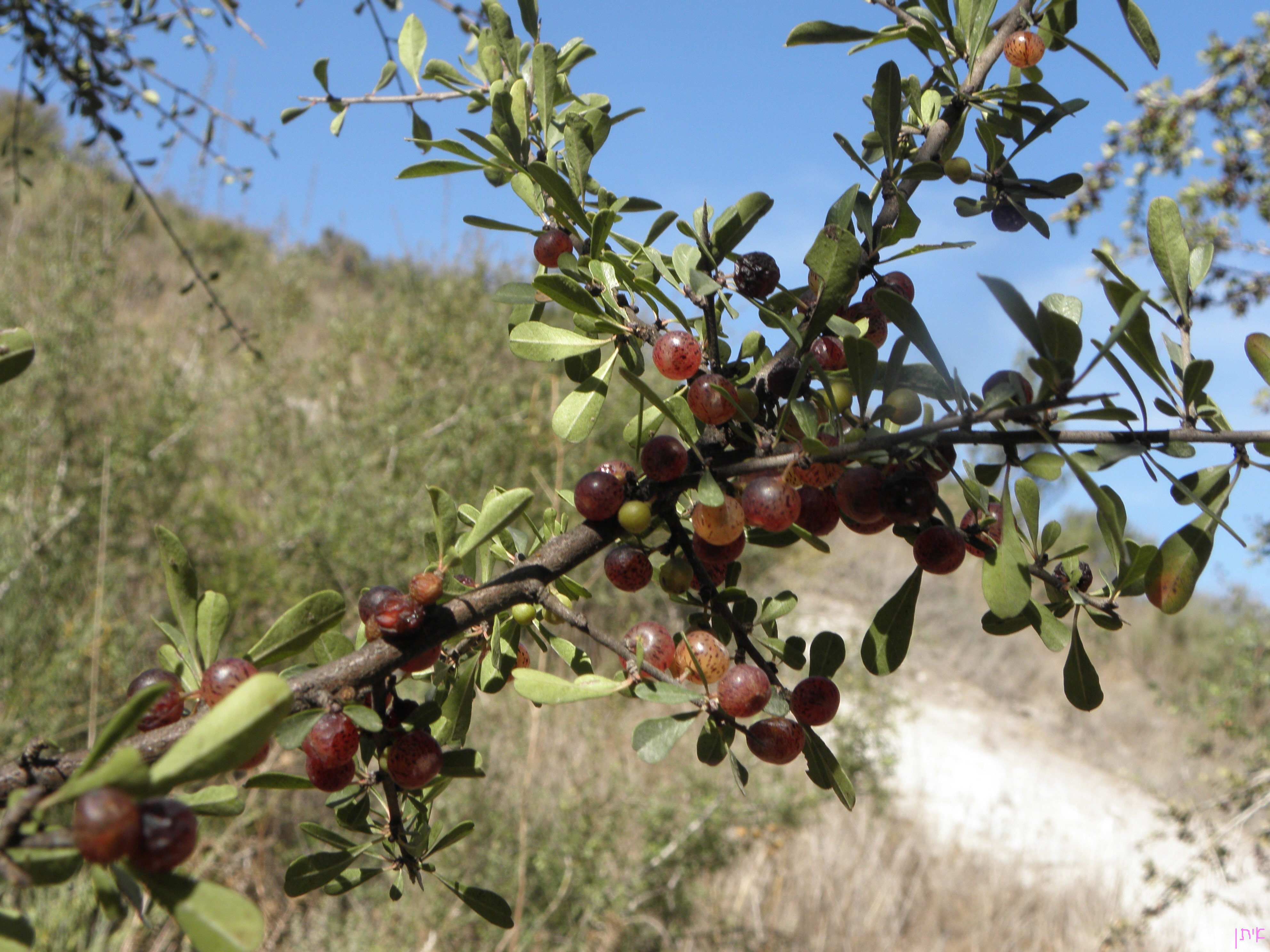
Fruits